# Вуд, Нил
Нил Э́нтони Вуд (англ. Neil Anthony Wood; родился 4 января 1983, Стретфорд) — английский футболист и футбольный тренер. С мая 2022 года является главным тренером клуба «Солфорд Сити».

## Карьера игрока

### «Манчестер Юнайтед»: травмы и аренды
Уроженец Стретфорда (Траффорд, графство Большой Манчестер), Вуд выступал за футбольную академию «Манчестер Юнайтед» с восьмилетнего возраста. В 1999 году подписал с клубом любительский, а в 2000 году — профессиональный контракт. Отличился забитым мячом в своём дебютном матче за резервную команду «Манчестер Юнайтед», играя в нападении в связке с Дэвидом Хили под руководством главного тренера Джимми Райана. Примерно в то же время он выступал за сборную Англии до 16 лет, забив два гола в своём дебютном матче в Суперкубке победы (англ. Victory Shield). В итоге Вуд даже получил номер в основном составе «Манчестер Юнайтед», однако так и не провёл ни одного официального матча за клуб. Его карьере мешали многочисленные травмы, включающие сгусток крови в бедре, перелом черепа, травму суставного хряща. Также привлечению Вуда к играм основного состава мешала конкуренция с такими молодыми игроками как Даррен Флетчер и Дэвид Джонс.
В декабре 2001 года Вуд вместе с Аланом Тейтом отправился в аренду в бельгийский клуб «Антверпен». За бельгийскую команду провёл три матча. В сентябре 2003 года был арендован в «Питерборо Юнайтед». Ни одна аренда не оказалась для него успешной. Выступая за «Питерборо Юнайтед», Вуд забил свой первый в профессиональной карьере гол в матче против «Колчестер Юнайтед», который веб-сайт BBC Sport описал как «потрясающий штрафной удар с 25 ярдов».
В январе 2004 года отправился в аренду в клуб «Бернли». 3 апреля 2004 года ударом со штрафного забил гол в матче против «Норвич Сити».

### «Ковентри Сити», «Блэкпул» и «Олдем Атлетик»
Летом 2004 года Вуд покинул «Манчестер Юнайтед», проведя в клубе 13 лет. Он подписал двухлетний контракт с клубом «Ковентри Сити». В новой команде он редко появлялся в основном составе из-за травм и плохой физической формы. В сезоне 2004/05 провёл за команду 16 матчей (13 из них — в Чемпионшипе), а в следующем сезоне — только 5 матчей. В январе 2006 года отправился в аренду в «Блэкпул». Вскоре после этого «Блэкпул» согласовал переход Вуда на постоянной основе до окончания сезона 2005/06. 28 января 2006 года Вуд получил красную карточку за опасный подкат против Гэвина Стракана в матче Лиги 1 против «Хартлпул Юнайтед».
Летом 2006 года Вуд, бывший свободным агентом, подписал контракт с клубом «Олдем Атлетик». Перед этим он раскритиковал «Блэкпул» за предложенные ему условия контракта, которые он отверг. Проведя за команду несколько матчей, Вуд получил серьёзную травму колена, из-за которой пропустил оставшуюся часть сезона. Ему сделали операцию на передней крестообразной связке. В 2007 году он был отпущен в качестве свободного агента.

### «Железничар», «Атерстон Таун» и завершение карьеры
В феврале 2008 года Вуд подписал контракт с клубом Премьер-лиги Боснии и Герцеговины «Железничар», став первым англичанином в чемпионате Боснии и Герцеговины. Провёл за команду 16 матчей, летом 2008 года покинул клуб. После этого ему сделали операцию по удалению двойной грыжи.
После ухода из «Железничара» Вуд вернулся в Англию и тренировался с командой Южной лиги «Атерстон Таун». В декабре 2009 года подписал с клубом контракт, но не мог дебютировать за клуб без разрешения Футбольной ассоциации. Футбольная ассоциация, в свою очередь, не получила официального письма от «Железничара» с подтверждением, что контракт Вуда с клубом не действует. После нескольких неудачных попыток получить ответ из Боснии и Герцеговины, в январе 2010 года Вуд и «Атерстон Таун» обратились в ФИФА с просьбой о помощи в разрешении ситуации. В итоге Вуд смог официально дебютировать за «Атерстон Таун» только в ноябре 2010 года, забив гол в игре против «Рагби Таун». Вскоре после этого он завершил карьеру игрока.

## Тренерская карьера

### Футбольные академии
После завершения карьеры игрока Вуд прошёл обучение на тренера и начал работать в футбольной академии клуба «Астон Вилла».
В 2014 году вернулся в свой родной город Манчестер, где начал работать в футбольной академии «Манчестер Юнайтед». Работал с командами, начиная с возраста до 15 и заканчивая резервной командой до 23 лет. В 2019 году был назначен главным тренером команды «Манчестер Юнайтед» до 23 лет, его ассистентом стал Квинтон Форчун. Под его руководством в сезоне 2019/20 команда «Юнайтед» до 23 лет завоевала право вернуться в высший дивизион Премьер-лиги 2. В сезоне 2021/22 команда «Юнайтед» под руководством Вуда вышла в плей-офф Юношеской лиги УЕФА, проиграв в 1/8 финала юношеской команде дортмундской «Боруссии» в серии послематчевых пенальти. В мае 2022 года покинул «Манчестер Юнайтед». За время его работы в клубе 17 игроков академии «Манчестер Юнайтед» дебютировали в основном составе.

### «Солфорд Сити»
В мае 2022 года Нил Вуд был назначен главным тренером клуба Лиги 2 «Солфорд Сити». 30 июля 2022 года «Солфорд Сити» выиграл первую игру под руководством Вуда (победа над «Мансфилд Таун» со счётом 2:0).

### Тринидад и Тобаго
13 ноября было объявлено, что Нил Вуд вошел в тренерский штаб сборной Тринидада и Тобаго, которую возглавил Дуайт Йорк.

## Тренерская статистика
| Солфорд Сити | 20 мая 2022 |       | 27 | 11 | 7 | 9 | 040,7 |
| Итого        | Итого       | Итого | 27 | 11 | 7 | 9 | 040,7 |